# Teoderico II
Teoderico II (Thierry II en francés, también Teodorico) (587-613). Rey de Austrasia y Borgoña.

## Biografía
Su padre Childeberto II cuando murió dividió el reino entre sus dos hijos. Thierry heredó el reino de Borgoña cuando solo tenía 8 años de edad. Su abuela Brunegilda, ejercía la regencia desde la corte de su hermano Teodeberto II en Austrasia. Pero cuando Teodeberto se casa, su madre no está de acuerdo, por lo que fue expulsada de la corte de Austrasia para dirigirse a Borgoña. 
El 607, Teodorico solicitó la mano de la hija del rey visigodo Witerico, llamada Ermenberga (tal vez arriana), a la que juró que nunca privaría de su condición de reina.
La princesa llegó a Chalon-sur-Saône pero la reina abuela, Brunegilda, y su nieta Teudila o Teudilana (hermana de Teodorico) instigaron al rey borgoñón contra Ermenberga, y finalmente el matrimonio no llegó a celebrarse, siendo reexpedida a Toledo, sin su dote.
Witerico, ofendido, entró en una cuádruple alianza con Teodeberto y Clotario (de Austrasia y Neustria) y con Agilulfo rey de los Lombardos, dirigida contra Brunegilda y su nieto Teodorico de Borgoña, en cuyas negociaciones posteriores (ya en tiempos de Gundemaro, sucesor de Witerico) participó el conde Bulgar de Bulgaran.
Los hijos de Childerico luchan juntos contra Clotario II que había intentado invadir Austrasia y Borgoña. En el año 612, Brunegilda incita a Teoderico a atacar a Teodeberto y lo vence en la batallas de Toul y de Tolbiac. Teodeberto fue encarcelado y muerto con su hijo. Así Teoderico se convierte en rey de Austrasia y Borgoña. 
El año siguiente Teoderico muere y Brunegilda intenta desesperadamente mantener el poder instalando en el trono a Sigeberto, hijo de Teoderico, pero los nobles de Austrasia, que la habían expulsado unos años antes, la entregaron a Clotario II, que, según la leyenda, ató a la anciana a la cola de un caballo salvaje y la dejó que muriera arrastrada. También mandó asesinar a los hijos de Teoderico y en el 614 fue reconocido rey de todos los francos.